# Gola dello Yarlung Tsangpo
La gola dello Yarlung Tsangpo (reso anche come Yarlung Zangbo o Yalu Zangbu; 雅魯藏布大峽谷T, Yǎlǔzàngbù DàxiágǔP) è un lungo e profondo canyon del Tibet.
Deve il nome al fiume Yarlung Tsangpo, spesso chiamato semplicemente Tsangpo, Zangbo o Zangbu («il Purificatore»), che scorre attraverso la gola. Questo fiume è il corso superiore del Brahmaputra, che nasce dal Kailash; da qui, corre quasi rettilineo verso est per 1700 chilometri, drenando l'adiacente versante settentrionale dell'Himalaya prima di entrare nella gola vicino a Pe, in Tibet.
Nel tratto in cui il fiume scorre a sud del Gyala Peri (7294 m) e serpeggia attorno al Namcha Barwa (7782 m), la gola ha una lunghezza poco superiore ai 240 chilometri e presenta le parti più profonde e ripide. Complessivamente, la gola dello Yarlung Tsangpo è lunga 504,6 chilometri e profonda fino a 6009 metri: è pertanto la gola più grande del mondo, sebbene sia per lo più inaccessibile.
In corrispondenza di quello che è l'attuale confine della contea di Mêdog, lo Yarlung Tsangpo entra nell'Arunachal Pradesh, in India, dove prende il nome di Brahmaputra.

## Esplorazione

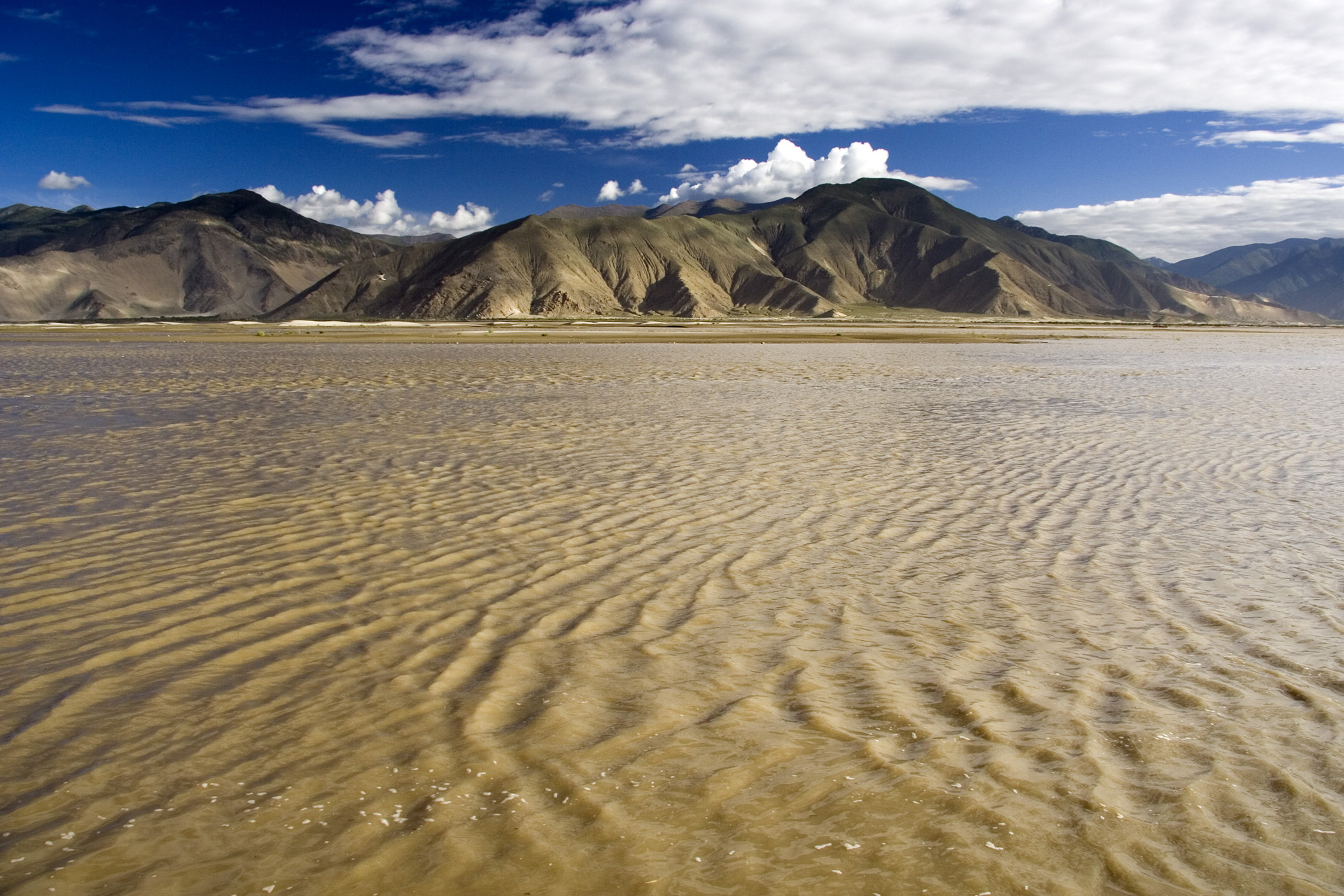
Lo Yarlung Tsangpo in Tibet.

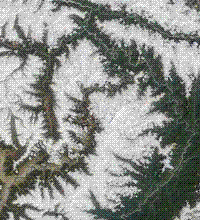
La gola dello Tsangpo, con il monte Namcha Barwa al centro dell'immagine.

Gli occidentali iniziarono ad interessarsi allo Tsangpo nel XIX secolo, quando alcuni esploratori e geografi britannici ipotizzarono che questo fiume tibetano che scorreva verso est altri non fosse che il Brahmaputra. Dal momento che ai cittadini britannici non era permesso entrare in Tibet, reclutarono «inviati» indiani (pundit) affinché esplorassero per conto loro la regione. Uno di questi, Kinthup, originario del Sikkim, entrò nella gola nei pressi di Gyala, ma essa si dimostrò impenetrabile. Nel 1880, venne nuovamente inviato nella regione per provare che lo Tsangpo fosse il Brahmaputra, rilasciando 500 tronchi appositamente contrassegnati nel fiume in un momento prestabilito. Nel frattempo, il suo superiore britannico, il capitano Henry Harman, inviò alcuni uomini sul Dihang/Brahmaputra ad attendere il loro arrivo. Purtroppo, Kinthup venne catturato e venduto come schiavo, riuscì a fuggire e trovò impiego in un monastero. Durante tre periodi di assenza degli altri monaci cercò comunque di portare a termine il suo compito, inviò una lettera da Lhasa per spiegare come intendeva procedere e rilasciò i tronchi. Ormai erano passati quattro anni e sfortunatamente la sua lettera raggiunse la destinazione sbagliata, il capitano Harman aveva già lasciato l'India e nessuno controllò mai il passaggio dei tronchi.
Nel 1913, Frederick Marshman Bailey e Henry Morshead effettuarono una spedizione nella gola, confermando che lo Tsangpo era davvero il corso superiore del Brahmaputra. Nel 1924, Frank Kingdon-Ward intraprese un'altra spedizione nella speranza di trovare una grande cascata che spiegasse la differenza di altitudine tra lo Tsangpo e il Brahmaputra e scoprì che la gola presentava una serie di tratti relativamente ripidi. Tra questi, vi era anche una cascata, che chiamò Rainbow Falls («Cascate dell'Arcobaleno»), ma non era così grande come aveva sperato.
L'area venne chiusa agli estranei dopo che la Cina ebbe invaso il Tibet e messo in discussione il confine con la guerra sino-indiana. Il governo cinese riprese a rilasciare permessi agli stranieri solamente negli anni '90. Da allora, la gola è stata visitata anche da esperti kayakisti ed è stata soprannominata l'«Everest dei fiumi» a causa delle sue condizioni di estrema inaccessibilità. I primi a cimentarsi nell'impresa furono i membri di una spedizione giapponese, uno dei quali morì nel tentativo, andato fallito. Nell'ottobre 1998 un'altra spedizione, sponsorizzata dalla National Geographic Society, cercò di percorrere l'intera gola: purtroppo, dovette scontrarsi con imprevisti provocati dal livello dell'acqua insolitamente alto e finì in tragedia con la morte di Doug Gordon. Tra il gennaio e il febbraio 2002 un team internazionale composto da Scott Lindgren, Steve Fisher, Mike Abbott, Allan Ellard, Dustin Knapp e Johnnie e Willie Kern portarono a termine la prima discesa completa della parte superiore della gola.
Le cascate più grandi della gola (vicino a Tsangpo Badong, 藏布巴东瀑布群S) furono visitate nel 1998 da un team composto da Ken Storm, Hamid Sarder, Ian Baker e dalle loro guide monpa. Essi stimarono che la loro altezza fosse di circa 33 metri. Le cascate e il resto dell'area di Pemako sono sacre ai buddisti tibetani, che le tenevano nascoste agli estranei, autorità cinesi comprese. Nel 2005 la rivista Chinese National Geography le ha nominate cascate più belle della Cina.
In questa parte della gola vi sono due cascate: le già citate Rainbow Falls (alte circa 21 metri) a 29°46′37.79″N 95°11′00.26″E e le Hidden Falls («Cascate Nascoste», alte circa 30 metri) poco più a valle a 29°46′33.68″N 95°10′55.1″E.

## Progetto di costruzione di una diga
Nonostante il governo cinese abbia dichiarato la gola dello Yarlung Tsangpo parco nazionale, è stata presa in esame anche la possibilità di costruire una grande diga per sfruttare l'energia idroelettrica e deviare l'acqua verso altre zone della Cina. Le dimensioni di tale diga supererebbero quelle della diga delle Tre Gole, in quanto è stato predetto che un tale impianto genererebbe 50000 megawatt di elettricità, più del doppio di quella generata dalla diga delle Tre Gole. Il progetto, tuttavia, comporterebbe il trasferimento delle popolazioni locali, la distruzione dell'ecosistema e un impatto sulle popolazioni a valle in India e Bangladesh. Il progetto è stato particolarmente criticato dall'India, a causa del potenziale impatto negativo sugli abitanti a valle.
Nel 1999 R. B. Cathcart suggerì che una diga in tessuto, gonfiata con acqua dolce o aria, potrebbe bloccare lo Yarlung Tsangpo a monte del Namcha Barwa. L'acqua verrebbe quindi convogliata attraverso un tunnel scavato nella dura roccia fino a un punto a valle di questa montagna.
Le dighe in acciaio, comunque, sono più vantaggiose ed economiche nei terreni d'alta quota per deviare l'acqua di deflusso del fiume per alimentare le unità di generazione.